# Tour de Suisse 2023
Tour de Suisse 2023 – 86. edycja wyścigu kolarskiego Tour de Suisse, która odbyła się w dniach od 11 do 18 czerwca 2023 na liczącej ponad 1043 kilometry trasie składającej się z 8 etapów i biegnącej z Einsiedeln do Gaiserwald. Impreza kategorii 2.UWT była częścią UCI World Tour 2023.

## Etapy
| Etap | Data   | Start – Meta                | type                       | Dystans (km) | Suma wzniesień (m) | Zwycięzca etapu      | Lider             |
| ---- | ------ | --------------------------- | -------------------------- | ------------ | ------------------ | -------------------- | ----------------- |
| 1    | 11 cze | Einsiedeln – Einsiedeln     | jazda indywidualna na czas | 12,7         | 90 m               | Stefan Küng          | Stefan Küng       |
| 2    | 12 cze | Beromünster – Nottwil       | płaski                     | 173,7        | 1890 m             | Biniam Girmay        | Stefan Küng       |
| 3    | 13 cze | Tafers – Villars-sur-Ollon  | górski                     | 143,8        | 2677 m             | Mattias Skjelmose    | Mattias Skjelmose |
| 4    | 14 cze | Monthey – Leukerbad         | górski                     | 152,5        | 2790 m             | Felix Gall           | Felix Gall        |
| 5    | 15 cze | Fiesch – La Punt Chamues-ch | górski                     | 211          | 4710 m             | Juan Ayuso           | Mattias Skjelmose |
| 6    | 16 cze | Chur – Oberwil-Lieli        | pagórkowaty                | 140,9        | 1938 m             | etap zneutralizowany | Mattias Skjelmose |
| 7    | 17 cze | Tübach – Weinfelden         | górzysty                   | 183,5        | 2203 m             | Remco Evenepoel      | Mattias Skjelmose |
| 8    | 18 cze | St. Gallen – Gaiserwald     | jazda indywidualna na czas | 25,7         | 415 m              | Juan Ayuso           | Mattias Skjelmose |

## Uczestnicy

### Drużyny
| WorldTeams (18)- AG2R Citroën Team - Alpecin-Deceuninck - Astana Qazaqstan Team - Bahrain Victorious - Bora-Hansgrohe - Cofidis - EF Education-EasyPost - Groupama-FDJ - Ineos Grenadiers - Intermarché-Circus-Wanty - Jumbo-Visma - Movistar Team - Soudal Quick-Step - Arkéa-Samsic - Team DSM - Team Jayco AlUla - Trek-Segafredo - UAE Team Emirates ProTeams (5)- Israel-Premier Tech - Lotto Dstny - Q36.5 Pro Cycling Team - TotalEnergies - Tudor Pro Cycling Team |
| |

### Lista startowa
| Ineos Grenadiers IGD | Ineos Grenadiers IGD     | Ineos Grenadiers IGD |
| -------------------- | ------------------------ | -------------------- |
| Nr                   | Kolarz                   | Miejsce              |
| 1                    | Thomas Pidcock (GBR)     | 22.                  |
| 2                    | Kim Heiduk (GER)         | 60.                  |
| 3                    | Michał Kwiatkowski (POL) | 29.                  |
| 4                    | Jhonatan Narváez (ECU)   | 24.                  |
| 5                    | Magnus Sheffield (USA)   | DNF-5                |
| 6                    | Connor Swift (GBR)       | 85.                  |
| 7                    | Ben Tulett (GBR)         | 46.                  |

| AG2R Citroën Team ACT | AG2R Citroën Team ACT   | AG2R Citroën Team ACT |
| --------------------- | ----------------------- | --------------------- |
| Nr                    | Kolarz                  | Miejsce               |
| 11                    | Felix Gall (AUT)        | 8.                    |
| 12                    | Clément Berthet (FRA)   | 11.                   |
| 13                    | Mikaël Cherel (FRA)     | 25.                   |
| 14                    | Stan Dewulf (BEL)       | 61.                   |
| 15                    | Jaakko Hänninen (FIN)   | 110.                  |
| 16                    | Michael Schär (SUI)     | DNS-7                 |
| 17                    | Clément Venturini (FRA) | 95.                   |

| Alpecin-Deceuninck ADC | Alpecin-Deceuninck ADC     | Alpecin-Deceuninck ADC |
| ---------------------- | -------------------------- | ---------------------- |
| Nr                     | Kolarz                     | Miejsce                |
| 21                     | Kaden Groves (AUS)         | 101.                   |
| 22                     | Silvan Dillier (SUI)       | 80.                    |
| 23                     | Michael Gogl (AUT)         | 51.                    |
| 24                     | Quinten Hermans (BEL)      | 50.                    |
| 25                     | Søren Kragh Andersen (DEN) | 93.                    |
| 26                     | Xandro Meurisse (BEL)      | 55.                    |
| 27                     | Kristian Sbaragli (ITA)    | 64.                    |

| Astana Qazaqstan Team AST | Astana Qazaqstan Team AST | Astana Qazaqstan Team AST |
| ------------------------- | ------------------------- | ------------------------- |
| Nr                        | Kolarz                    | Miejsce                   |
| 31                        | Aleksiej Łucenko (KAZ)    | DNS-4                     |
| 32                        | Leonardo Basso (ITA)      | 94.                       |
| 33                        | Samuele Battistella (ITA) | 74.                       |
| 34                        | Fabio Felline (ITA)       | 88.                       |
| 35                        | Wadim Pronski (KAZ)       | DNS-4                     |
| 36                        | Harold Tejada (COL)       | 10.                       |
| 37                        | Simone Velasco (ITA)      | 87.                       |

| Bahrain Victorious TBV | Bahrain Victorious TBV      | Bahrain Victorious TBV |
| ---------------------- | --------------------------- | ---------------------- |
| Nr                     | Kolarz                      | Miejsce                |
| 41                     | Pello Bilbao (ESP)          | DNS-7                  |
| 42                     | Nikias Arndt (GER)          | DNS-7                  |
| 43                     | Filip Maciejuk (POL)        | DNS-7                  |
| 44                     | Gino Mäder (SUI)            | DNF-5                  |
| 45                     | Fran Miholjević (CRO)       | DNS-7                  |
| 46                     | Johan Price-Pejtersen (DEN) | DNS-7                  |
| 47                     | Antonio Tiberi (ITA)        | DNS-7                  |

| Bora-Hansgrohe BOH | Bora-Hansgrohe BOH          | Bora-Hansgrohe BOH |
| ------------------ | --------------------------- | ------------------ |
| Nr                 | Kolarz                      | Miejsce            |
| 51                 | Maximilian Schachmann (GER) | 14.                |
| 52                 | Matteo Fabbro (ITA)         | 47.                |
| 53                 | Marco Haller (AUT)          | 96.                |
| 54                 | Sergio Higuita (COL)        | 43.                |
| 55                 | Jonas Koch (GER)            | 63.                |
| 56                 | Jordi Meeus (BEL)           | 92.                |
| 57                 | Cian Uijtdebroeks (BEL)     | 7.                 |

| Cofidis COF | Cofidis COF           | Cofidis COF |
| ----------- | --------------------- | ----------- |
| Nr          | Kolarz                | Miejsce     |
| 61          | Ion Izagirre (ESP)    | 12.         |
| 62          | Piet Allegaert (BEL)  | 91.         |
| 63          | Bryan Coquard (FRA)   | DNS-8       |
| 64          | Simon Geschke (GER)   | 53.         |
| 65          | Jonathan Lastra (ESP) | 48.         |
| 66          | Alexis Renard (FRA)   | 89.         |
| 67          | Rémy Rochas (FRA)     | 59.         |

| EF Education-EasyPost EFE | EF Education-EasyPost EFE    | EF Education-EasyPost EFE |
| ------------------------- | ---------------------------- | ------------------------- |
| Nr                        | Kolarz                       | Miejsce                   |
| 71                        | Rigoberto Urán (COL)         | 6.                        |
| 72                        | Stefan Bissegger (SUI) (ITT) | 49.                       |
| 73                        | Mikkel Frølich Honoré (DEN)  | 28.                       |
| 74                        | Neilson Powless (USA)        | 20.                       |
| 75                        | Jonas Rutsch (GER)           | 83.                       |
| 76                        | Thomas Scully (NZL)          | DNS-7                     |
| 77                        | Julius van den Berg (NED)    | DNS-7                     |

| Groupama-FDJ GFC | Groupama-FDJ GFC      | Groupama-FDJ GFC |
| ---------------- | --------------------- | ---------------- |
| Nr               | Kolarz                | Miejsce          |
| 81               | Stefan Küng (SUI)     | DNS-7            |
| 82               | Arnaud Démare (FRA)   | DNS-7            |
| 83               | Romain Grégoire (FRA) | 15.              |
| 84               | Quentin Pacher (FRA)  | 34.              |
| 85               | Miles Scotson (AUS)   | DNS-7            |
| 86               | Michael Storer (AUS)  | 17.              |
| 87               | Samuel Watson (GBR)   | 100.             |

| Intermarché-Circus-Wanty ICW | Intermarché-Circus-Wanty ICW | Intermarché-Circus-Wanty ICW |
| ---------------------------- | ---------------------------- | ---------------------------- |
| Nr                           | Kolarz                       | Miejsce                      |
| 91                           | Biniam Girmay (ERI) (ITT)    | DNS-7                        |
| 92                           | Lilian Calmejane (FRA)       | DNS-7                        |
| 93                           | Rui Costa (POR)              | DNS-7                        |
| 94                           | Dries De Pooter (BEL)        | DNS-7                        |
| 95                           | Adrien Petit (FRA)           | DNS-7                        |
| 96                           | Dion Smith (NZL)             | DNS-7                        |
| 97                           | Mike Teunissen (NED)         | DNS-7                        |

| Jumbo-Visma TJV | Jumbo-Visma TJV       | Jumbo-Visma TJV |
| --------------- | --------------------- | --------------- |
| Nr              | Kolarz                | Miejsce         |
| 101             | Wout van Aert (BEL)   | 31.             |
| 102             | Koen Bouwman (NED)    | 71.             |
| 103             | Rohan Dennis (AUS)    | DNS-7           |
| 104             | Robert Gesink (NED)   | 57.             |
| 105             | Wilco Kelderman (NED) | 4.              |
| 106             | Sam Oomen (NED)       | 23.             |
| 107             | Mick van Dijke (NED)  | 56.             |

| Movistar Team MOV | Movistar Team MOV             | Movistar Team MOV |
| ----------------- | ----------------------------- | ----------------- |
| Nr                | Kolarz                        | Miejsce           |
| 111               | Alex Aranburu (ESP)           | 26.               |
| 112               | Iván García Cortina (ESP)     | 86.               |
| 113               | Gorka Izagirre (ESP)          | 19.               |
| 114               | Mathias Norsgaard (DEN) (ITT) | DNF-5             |
| 115               | Oier Lazkano (ESP)            | 54.               |
| 116               | Lluís Mas (ESP)               | 67.               |
| 117               | Gonzalo Serrano (ESP)         | 69.               |

| Soudal Quick-Step SOQ | Soudal Quick-Step SOQ               | Soudal Quick-Step SOQ |
| --------------------- | ----------------------------------- | --------------------- |
| Nr                    | Kolarz                              | Miejsce               |
| 121                   | Remco Evenepoel (BEL) (szosa i ITT) | 3.                    |
| 122                   | Kasper Asgreen (DEN)                | 76.                   |
| 123                   | Mattia Cattaneo (ITA)               | 30.                   |
| 124                   | James Knox (GBR)                    | 70.                   |
| 125                   | Tim Merlier (BEL) (szosa)           | 102.                  |
| 126                   | Mauro Schmid (SUI)                  | DNS-7                 |
| 127                   | Bert Van Lerberghe (BEL)            | 103.                  |

| Arkéa-Samsic ARK | Arkéa-Samsic ARK      | Arkéa-Samsic ARK |
| ---------------- | --------------------- | ---------------- |
| Nr               | Kolarz                | Miejsce          |
| 131              | Matis Louvel (FRA)    | DNS-7            |
| 132              | Louis Barré (FRA)     | DNF-5            |
| 133              | Ewen Costiou (FRA)    | 32.              |
| 134              | Mathis Le Berre (FRA) | 78.              |
| 135              | Daniel McLay (GBR)    | DNS-7            |
| 136              | Luca Mozzato (ITA)    | DNS-8            |
| 137              | Andrij Ponomar (UKR)  | 45.              |

| Team DSM DSM | Team DSM DSM           | Team DSM DSM |
| ------------ | ---------------------- | ------------ |
| Nr           | Kolarz                 | Miejsce      |
| 141          | Romain Bardet (FRA)    | 5.           |
| 142          | Pavel Bittner (CZE)    | 109.         |
| 143          | Matthew Dinham (AUS)   | 40.          |
| 144          | Sean Flynn (GBR)       | 107.         |
| 145          | Chris Hamilton (AUS)   | 42.          |
| 146          | Marius Mayrhofer (GER) | DNF-5        |
| 147          | Kevin Vermaerke (USA)  | 27.          |

| Team Jayco AlUla JAY | Team Jayco AlUla JAY          | Team Jayco AlUla JAY |
| -------------------- | ----------------------------- | -------------------- |
| Nr                   | Kolarz                        | Miejsce              |
| 151                  | Matteo Sobrero (ITA)          | 35.                  |
| 152                  | Felix Engelhardt (GER)        | 37.                  |
| 153                  | Welay Berehe (ETH)            | 16.                  |
| 154                  | Christopher Juul-Jensen (DEN) | 79.                  |
| 155                  | Jan Maas (NED)                | 33.                  |
| 156                  | Kelland O’Brien (AUS)         | 108.                 |
| 157                  | Callum Scotson (AUS)          | 13.                  |

| Trek-Segafredo TFS | Trek-Segafredo TFS      | Trek-Segafredo TFS |
| ------------------ | ----------------------- | ------------------ |
| Nr                 | Kolarz                  | Miejsce            |
| 161                | Mattias Skjelmose (DEN) | 1.                 |
| 162                | Filippo Baroncini (ITA) | 65.                |
| 163                | Julien Bernard (FRA)    | 38.                |
| 164                | Tony Gallopin (FRA)     | 36.                |
| 165                | Jacopo Mosca (ITA)      | 72.                |
| 166                | Quinn Simmons (USA)     | DNS-7              |
| 167                | Edward Theuns (BEL)     | 99.                |

| UAE Team Emirates UAD | UAE Team Emirates UAD   | UAE Team Emirates UAD |
| --------------------- | ----------------------- | --------------------- |
| Nr                    | Kolarz                  | Miejsce               |
| 171                   | Juan Ayuso (ESP)        | 2.                    |
| 172                   | Sjoerd Bax (NED)        | 77.                   |
| 173                   | George Bennett (NZL)    | DNS-5                 |
| 174                   | Alessandro Covi (ITA)   | 84.                   |
| 175                   | Finn Fisher-Black (NZL) | 39.                   |
| 176                   | Marc Hirschi (SUI)      | DNS-7                 |
| 177                   | Jay Vine (AUS) (ITT)    | DNF-4                 |

| Israel-Premier Tech IPT | Israel-Premier Tech IPT | Israel-Premier Tech IPT |
| ----------------------- | ----------------------- | ----------------------- |
| Nr                      | Kolarz                  | Miejsce                 |
| 181                     | Dylan Teuns (BEL)       | 9.                      |
| 182                     | Jakob Fuglsang (DEN)    | DNS-8                   |
| 183                     | Reto Hollenstein (SUI)  | 73.                     |
| 184                     | Hugo Houle (CAN)        | 21.                     |
| 185                     | Daryl Impey (RSA)       | DNS-7                   |
| 186                     | Krists Neilands (LAT)   | DNS-7                   |
| 187                     | Nick Schultz (AUS)      | DNS-7                   |

| Lotto Dstny LTD | Lotto Dstny LTD           | Lotto Dstny LTD |
| --------------- | ------------------------- | --------------- |
| Nr              | Kolarz                    | Miejsce         |
| 191             | Lennert Van Eetvelt (BEL) | DNS-7           |
| 192             | Johannes Adamietz (GER)   | 62.             |
| 193             | Cédric Beullens (BEL)     | DNS-4           |
| 194             | Pascal Eenkhoorn (NED)    | 58.             |
| 195             | Andreas Kron (DEN)        | 82.             |
| 196             | Sylvain Moniquet (BEL)    | DNS-7           |
| 197             | Michael Schwarzmann (GER) | 104.            |

| Q36.5 Pro Cycling Team Q36 | Q36.5 Pro Cycling Team Q36 | Q36.5 Pro Cycling Team Q36 |
| -------------------------- | -------------------------- | -------------------------- |
| Nr                         | Kolarz                     | Miejsce                    |
| 201                        | Damien Howson (AUS)        | 18.                        |
| 202                        | Gianluca Brambilla (ITA)   | DNF-2                      |
| 203                        | Walter Calzoni (ITA)       | 97.                        |
| 204                        | Mark Donovan (GBR)         | 41.                        |
| 205                        | Carl Fredrik Hagen (NOR)   | 44.                        |
| 206                        | Tobias Ludvigsson (SWE)    | 75.                        |
| 207                        | Nickolas Zukowsky (CAN)    | 66.                        |

| TotalEnergies TEN | TotalEnergies TEN         | TotalEnergies TEN |
| ----------------- | ------------------------- | ----------------- |
| Nr                | Kolarz                    | Miejsce           |
| 211               | Peter Sagan (SVK) (szosa) | 98.               |
| 212               | Maciej Bodnar (POL) (ITT) | 105.              |
| 213               | Jérémy Cabot (FRA)        | 81.               |
| 214               | Valentin Ferron (FRA)     | 68.               |
| 215               | Lorrenzo Manzin (FRA)     | 106.              |
| 216               | Daniel Oss (ITA)          | 90.               |
| 217               | Paul Ourselin (FRA)       | 52.               |

| Tudor Pro Cycling Team TUD | Tudor Pro Cycling Team TUD   | Tudor Pro Cycling Team TUD |
| -------------------------- | ---------------------------- | -------------------------- |
| Nr                         | Kolarz                       | Miejsce                    |
| 221                        | Yannis Voisard (SUI)         | DNS-7                      |
| 222                        | Jacob Eriksson (SWE) (szosa) | DNS-7                      |
| 223                        | Alexander Kamp (DEN) (szosa) | DNS-7                      |
| 224                        | Arthur Kluckers (LUX)        | DNS-7                      |
| 225                        | Sébastien Reichenbach (SUI)  | DNS-7                      |
| 226                        | Joël Suter (SUI) (ITT)       | DNS-7                      |
| 227                        | Roland Thalmann (SUI)        | DNS-7                      |

| Ineos Grenadiers IGD | Ineos Grenadiers IGD     | Ineos Grenadiers IGD |
| -------------------- | ------------------------ | -------------------- |
| Nr                   | Kolarz                   | Miejsce              |
| 1                    | Thomas Pidcock (GBR)     | 22.                  |
| 2                    | Kim Heiduk (GER)         | 60.                  |
| 3                    | Michał Kwiatkowski (POL) | 29.                  |
| 4                    | Jhonatan Narváez (ECU)   | 24.                  |
| 5                    | Magnus Sheffield (USA)   | DNF-5                |
| 6                    | Connor Swift (GBR)       | 85.                  |
| 7                    | Ben Tulett (GBR)         | 46.                  |

| AG2R Citroën Team ACT | AG2R Citroën Team ACT   | AG2R Citroën Team ACT |
| --------------------- | ----------------------- | --------------------- |
| Nr                    | Kolarz                  | Miejsce               |
| 11                    | Felix Gall (AUT)        | 8.                    |
| 12                    | Clément Berthet (FRA)   | 11.                   |
| 13                    | Mikaël Cherel (FRA)     | 25.                   |
| 14                    | Stan Dewulf (BEL)       | 61.                   |
| 15                    | Jaakko Hänninen (FIN)   | 110.                  |
| 16                    | Michael Schär (SUI)     | DNS-7                 |
| 17                    | Clément Venturini (FRA) | 95.                   |

| Alpecin-Deceuninck ADC | Alpecin-Deceuninck ADC     | Alpecin-Deceuninck ADC |
| ---------------------- | -------------------------- | ---------------------- |
| Nr                     | Kolarz                     | Miejsce                |
| 21                     | Kaden Groves (AUS)         | 101.                   |
| 22                     | Silvan Dillier (SUI)       | 80.                    |
| 23                     | Michael Gogl (AUT)         | 51.                    |
| 24                     | Quinten Hermans (BEL)      | 50.                    |
| 25                     | Søren Kragh Andersen (DEN) | 93.                    |
| 26                     | Xandro Meurisse (BEL)      | 55.                    |
| 27                     | Kristian Sbaragli (ITA)    | 64.                    |

| Astana Qazaqstan Team AST | Astana Qazaqstan Team AST | Astana Qazaqstan Team AST |
| ------------------------- | ------------------------- | ------------------------- |
| Nr                        | Kolarz                    | Miejsce                   |
| 31                        | Aleksiej Łucenko (KAZ)    | DNS-4                     |
| 32                        | Leonardo Basso (ITA)      | 94.                       |
| 33                        | Samuele Battistella (ITA) | 74.                       |
| 34                        | Fabio Felline (ITA)       | 88.                       |
| 35                        | Wadim Pronski (KAZ)       | DNS-4                     |
| 36                        | Harold Tejada (COL)       | 10.                       |
| 37                        | Simone Velasco (ITA)      | 87.                       |

| Bahrain Victorious TBV | Bahrain Victorious TBV      | Bahrain Victorious TBV |
| ---------------------- | --------------------------- | ---------------------- |
| Nr                     | Kolarz                      | Miejsce                |
| 41                     | Pello Bilbao (ESP)          | DNS-7                  |
| 42                     | Nikias Arndt (GER)          | DNS-7                  |
| 43                     | Filip Maciejuk (POL)        | DNS-7                  |
| 44                     | Gino Mäder (SUI)            | DNF-5                  |
| 45                     | Fran Miholjević (CRO)       | DNS-7                  |
| 46                     | Johan Price-Pejtersen (DEN) | DNS-7                  |
| 47                     | Antonio Tiberi (ITA)        | DNS-7                  |

| Bora-Hansgrohe BOH | Bora-Hansgrohe BOH          | Bora-Hansgrohe BOH |
| ------------------ | --------------------------- | ------------------ |
| Nr                 | Kolarz                      | Miejsce            |
| 51                 | Maximilian Schachmann (GER) | 14.                |
| 52                 | Matteo Fabbro (ITA)         | 47.                |
| 53                 | Marco Haller (AUT)          | 96.                |
| 54                 | Sergio Higuita (COL)        | 43.                |
| 55                 | Jonas Koch (GER)            | 63.                |
| 56                 | Jordi Meeus (BEL)           | 92.                |
| 57                 | Cian Uijtdebroeks (BEL)     | 7.                 |

| Cofidis COF | Cofidis COF           | Cofidis COF |
| ----------- | --------------------- | ----------- |
| Nr          | Kolarz                | Miejsce     |
| 61          | Ion Izagirre (ESP)    | 12.         |
| 62          | Piet Allegaert (BEL)  | 91.         |
| 63          | Bryan Coquard (FRA)   | DNS-8       |
| 64          | Simon Geschke (GER)   | 53.         |
| 65          | Jonathan Lastra (ESP) | 48.         |
| 66          | Alexis Renard (FRA)   | 89.         |
| 67          | Rémy Rochas (FRA)     | 59.         |

| EF Education-EasyPost EFE | EF Education-EasyPost EFE    | EF Education-EasyPost EFE |
| ------------------------- | ---------------------------- | ------------------------- |
| Nr                        | Kolarz                       | Miejsce                   |
| 71                        | Rigoberto Urán (COL)         | 6.                        |
| 72                        | Stefan Bissegger (SUI) (ITT) | 49.                       |
| 73                        | Mikkel Frølich Honoré (DEN)  | 28.                       |
| 74                        | Neilson Powless (USA)        | 20.                       |
| 75                        | Jonas Rutsch (GER)           | 83.                       |
| 76                        | Thomas Scully (NZL)          | DNS-7                     |
| 77                        | Julius van den Berg (NED)    | DNS-7                     |

| Groupama-FDJ GFC | Groupama-FDJ GFC      | Groupama-FDJ GFC |
| ---------------- | --------------------- | ---------------- |
| Nr               | Kolarz                | Miejsce          |
| 81               | Stefan Küng (SUI)     | DNS-7            |
| 82               | Arnaud Démare (FRA)   | DNS-7            |
| 83               | Romain Grégoire (FRA) | 15.              |
| 84               | Quentin Pacher (FRA)  | 34.              |
| 85               | Miles Scotson (AUS)   | DNS-7            |
| 86               | Michael Storer (AUS)  | 17.              |
| 87               | Samuel Watson (GBR)   | 100.             |

| Intermarché-Circus-Wanty ICW | Intermarché-Circus-Wanty ICW | Intermarché-Circus-Wanty ICW |
| ---------------------------- | ---------------------------- | ---------------------------- |
| Nr                           | Kolarz                       | Miejsce                      |
| 91                           | Biniam Girmay (ERI) (ITT)    | DNS-7                        |
| 92                           | Lilian Calmejane (FRA)       | DNS-7                        |
| 93                           | Rui Costa (POR)              | DNS-7                        |
| 94                           | Dries De Pooter (BEL)        | DNS-7                        |
| 95                           | Adrien Petit (FRA)           | DNS-7                        |
| 96                           | Dion Smith (NZL)             | DNS-7                        |
| 97                           | Mike Teunissen (NED)         | DNS-7                        |

| Jumbo-Visma TJV | Jumbo-Visma TJV       | Jumbo-Visma TJV |
| --------------- | --------------------- | --------------- |
| Nr              | Kolarz                | Miejsce         |
| 101             | Wout van Aert (BEL)   | 31.             |
| 102             | Koen Bouwman (NED)    | 71.             |
| 103             | Rohan Dennis (AUS)    | DNS-7           |
| 104             | Robert Gesink (NED)   | 57.             |
| 105             | Wilco Kelderman (NED) | 4.              |
| 106             | Sam Oomen (NED)       | 23.             |
| 107             | Mick van Dijke (NED)  | 56.             |

| Movistar Team MOV | Movistar Team MOV             | Movistar Team MOV |
| ----------------- | ----------------------------- | ----------------- |
| Nr                | Kolarz                        | Miejsce           |
| 111               | Alex Aranburu (ESP)           | 26.               |
| 112               | Iván García Cortina (ESP)     | 86.               |
| 113               | Gorka Izagirre (ESP)          | 19.               |
| 114               | Mathias Norsgaard (DEN) (ITT) | DNF-5             |
| 115               | Oier Lazkano (ESP)            | 54.               |
| 116               | Lluís Mas (ESP)               | 67.               |
| 117               | Gonzalo Serrano (ESP)         | 69.               |

| Soudal Quick-Step SOQ | Soudal Quick-Step SOQ               | Soudal Quick-Step SOQ |
| --------------------- | ----------------------------------- | --------------------- |
| Nr                    | Kolarz                              | Miejsce               |
| 121                   | Remco Evenepoel (BEL) (szosa i ITT) | 3.                    |
| 122                   | Kasper Asgreen (DEN)                | 76.                   |
| 123                   | Mattia Cattaneo (ITA)               | 30.                   |
| 124                   | James Knox (GBR)                    | 70.                   |
| 125                   | Tim Merlier (BEL) (szosa)           | 102.                  |
| 126                   | Mauro Schmid (SUI)                  | DNS-7                 |
| 127                   | Bert Van Lerberghe (BEL)            | 103.                  |

| Arkéa-Samsic ARK | Arkéa-Samsic ARK      | Arkéa-Samsic ARK |
| ---------------- | --------------------- | ---------------- |
| Nr               | Kolarz                | Miejsce          |
| 131              | Matis Louvel (FRA)    | DNS-7            |
| 132              | Louis Barré (FRA)     | DNF-5            |
| 133              | Ewen Costiou (FRA)    | 32.              |
| 134              | Mathis Le Berre (FRA) | 78.              |
| 135              | Daniel McLay (GBR)    | DNS-7            |
| 136              | Luca Mozzato (ITA)    | DNS-8            |
| 137              | Andrij Ponomar (UKR)  | 45.              |

| Team DSM DSM | Team DSM DSM           | Team DSM DSM |
| ------------ | ---------------------- | ------------ |
| Nr           | Kolarz                 | Miejsce      |
| 141          | Romain Bardet (FRA)    | 5.           |
| 142          | Pavel Bittner (CZE)    | 109.         |
| 143          | Matthew Dinham (AUS)   | 40.          |
| 144          | Sean Flynn (GBR)       | 107.         |
| 145          | Chris Hamilton (AUS)   | 42.          |
| 146          | Marius Mayrhofer (GER) | DNF-5        |
| 147          | Kevin Vermaerke (USA)  | 27.          |

| Team Jayco AlUla JAY | Team Jayco AlUla JAY          | Team Jayco AlUla JAY |
| -------------------- | ----------------------------- | -------------------- |
| Nr                   | Kolarz                        | Miejsce              |
| 151                  | Matteo Sobrero (ITA)          | 35.                  |
| 152                  | Felix Engelhardt (GER)        | 37.                  |
| 153                  | Welay Berehe (ETH)            | 16.                  |
| 154                  | Christopher Juul-Jensen (DEN) | 79.                  |
| 155                  | Jan Maas (NED)                | 33.                  |
| 156                  | Kelland O’Brien (AUS)         | 108.                 |
| 157                  | Callum Scotson (AUS)          | 13.                  |

| Trek-Segafredo TFS | Trek-Segafredo TFS      | Trek-Segafredo TFS |
| ------------------ | ----------------------- | ------------------ |
| Nr                 | Kolarz                  | Miejsce            |
| 161                | Mattias Skjelmose (DEN) | 1.                 |
| 162                | Filippo Baroncini (ITA) | 65.                |
| 163                | Julien Bernard (FRA)    | 38.                |
| 164                | Tony Gallopin (FRA)     | 36.                |
| 165                | Jacopo Mosca (ITA)      | 72.                |
| 166                | Quinn Simmons (USA)     | DNS-7              |
| 167                | Edward Theuns (BEL)     | 99.                |

| UAE Team Emirates UAD | UAE Team Emirates UAD   | UAE Team Emirates UAD |
| --------------------- | ----------------------- | --------------------- |
| Nr                    | Kolarz                  | Miejsce               |
| 171                   | Juan Ayuso (ESP)        | 2.                    |
| 172                   | Sjoerd Bax (NED)        | 77.                   |
| 173                   | George Bennett (NZL)    | DNS-5                 |
| 174                   | Alessandro Covi (ITA)   | 84.                   |
| 175                   | Finn Fisher-Black (NZL) | 39.                   |
| 176                   | Marc Hirschi (SUI)      | DNS-7                 |
| 177                   | Jay Vine (AUS) (ITT)    | DNF-4                 |

| Israel-Premier Tech IPT | Israel-Premier Tech IPT | Israel-Premier Tech IPT |
| ----------------------- | ----------------------- | ----------------------- |
| Nr                      | Kolarz                  | Miejsce                 |
| 181                     | Dylan Teuns (BEL)       | 9.                      |
| 182                     | Jakob Fuglsang (DEN)    | DNS-8                   |
| 183                     | Reto Hollenstein (SUI)  | 73.                     |
| 184                     | Hugo Houle (CAN)        | 21.                     |
| 185                     | Daryl Impey (RSA)       | DNS-7                   |
| 186                     | Krists Neilands (LAT)   | DNS-7                   |
| 187                     | Nick Schultz (AUS)      | DNS-7                   |

| Lotto Dstny LTD | Lotto Dstny LTD           | Lotto Dstny LTD |
| --------------- | ------------------------- | --------------- |
| Nr              | Kolarz                    | Miejsce         |
| 191             | Lennert Van Eetvelt (BEL) | DNS-7           |
| 192             | Johannes Adamietz (GER)   | 62.             |
| 193             | Cédric Beullens (BEL)     | DNS-4           |
| 194             | Pascal Eenkhoorn (NED)    | 58.             |
| 195             | Andreas Kron (DEN)        | 82.             |
| 196             | Sylvain Moniquet (BEL)    | DNS-7           |
| 197             | Michael Schwarzmann (GER) | 104.            |

| Q36.5 Pro Cycling Team Q36 | Q36.5 Pro Cycling Team Q36 | Q36.5 Pro Cycling Team Q36 |
| -------------------------- | -------------------------- | -------------------------- |
| Nr                         | Kolarz                     | Miejsce                    |
| 201                        | Damien Howson (AUS)        | 18.                        |
| 202                        | Gianluca Brambilla (ITA)   | DNF-2                      |
| 203                        | Walter Calzoni (ITA)       | 97.                        |
| 204                        | Mark Donovan (GBR)         | 41.                        |
| 205                        | Carl Fredrik Hagen (NOR)   | 44.                        |
| 206                        | Tobias Ludvigsson (SWE)    | 75.                        |
| 207                        | Nickolas Zukowsky (CAN)    | 66.                        |

| TotalEnergies TEN | TotalEnergies TEN         | TotalEnergies TEN |
| ----------------- | ------------------------- | ----------------- |
| Nr                | Kolarz                    | Miejsce           |
| 211               | Peter Sagan (SVK) (szosa) | 98.               |
| 212               | Maciej Bodnar (POL) (ITT) | 105.              |
| 213               | Jérémy Cabot (FRA)        | 81.               |
| 214               | Valentin Ferron (FRA)     | 68.               |
| 215               | Lorrenzo Manzin (FRA)     | 106.              |
| 216               | Daniel Oss (ITA)          | 90.               |
| 217               | Paul Ourselin (FRA)       | 52.               |

| Tudor Pro Cycling Team TUD | Tudor Pro Cycling Team TUD   | Tudor Pro Cycling Team TUD |
| -------------------------- | ---------------------------- | -------------------------- |
| Nr                         | Kolarz                       | Miejsce                    |
| 221                        | Yannis Voisard (SUI)         | DNS-7                      |
| 222                        | Jacob Eriksson (SWE) (szosa) | DNS-7                      |
| 223                        | Alexander Kamp (DEN) (szosa) | DNS-7                      |
| 224                        | Arthur Kluckers (LUX)        | DNS-7                      |
| 225                        | Sébastien Reichenbach (SUI)  | DNS-7                      |
| 226                        | Joël Suter (SUI) (ITT)       | DNS-7                      |
| 227                        | Roland Thalmann (SUI)        | DNS-7                      |

Legenda: DNF – nie ukończył etapu, OTL – przekroczył limit czasu, DNS – nie wystartował do etapu, DSQ – zdyskwalifikowany. Numer przy skrócie oznacza etap, na którym kolarz opuścił wyścig.

## Wyniki etapów

### Etap 1
| Einsiedeln - Einsiedeln | jazda indywidualna na czas | (12,7 km) |

| \| Klasyfikacja etapu \| Klasyfikacja etapu \| Klasyfikacja etapu \| Klasyfikacja etapu \| Klasyfikacja etapu \| \| Kolarz \| Kolarz \| Państwo \| Drużyna \| Czas \| \| ------------------ \| --------------------- \| ------------------ \| --------------------- \| ------------------ \| \| 1. \| Stefan Küng \| Szwajcaria \| Groupama-FDJ \| 13' 31" \| \| 2. \| Remco Evenepoel \| Belgia \| Soudal Quick-Step \| + 6" \| \| 3. \| Wout van Aert \| Belgia \| Jumbo-Visma \| + 10" \| \| 4. \| Magnus Sheffield \| Stany Zjednoczone \| Ineos Grenadiers \| + 11" \| \| 5. \| Johan Price-Pejtersen \| Dania \| Bahrain Victorious \| + 17" \| \| 6. \| Mattias Skjelmose \| Dania \| Trek-Segafredo \| + 19" \| \| 7. \| Stefan Bissegger \| Szwajcaria \| EF Education-EasyPost \| + 20" \| \| 8. \| Matteo Sobrero \| Włochy \| Team Jayco AlUla \| + 20" \| \| 9. \| Kasper Asgreen \| Dania \| Soudal Quick-Step \| + 23" \| \| 10. \| Juan Ayuso \| Hiszpania \| UAE Team Emirates \| + 25" \| |                       |                   |                       |         |
| |                       |                   |                       |         |
| Źródło: ProCyclingStats |                       |                   |                       |         |
| Klasyfikacja etapu |                       |                   |                       |         |
| Kolarz | Kolarz                | Państwo           | Drużyna               | Czas    |
| 1. | Stefan Küng           | Szwajcaria        | Groupama-FDJ          | 13' 31" |
| 2. | Remco Evenepoel       | Belgia            | Soudal Quick-Step     | + 6"    |
| 3. | Wout van Aert         | Belgia            | Jumbo-Visma           | + 10"   |
| 4. | Magnus Sheffield      | Stany Zjednoczone | Ineos Grenadiers      | + 11"   |
| 5. | Johan Price-Pejtersen | Dania             | Bahrain Victorious    | + 17"   |
| 6. | Mattias Skjelmose     | Dania             | Trek-Segafredo        | + 19"   |
| 7. | Stefan Bissegger      | Szwajcaria        | EF Education-EasyPost | + 20"   |
| 8. | Matteo Sobrero        | Włochy            | Team Jayco AlUla      | + 20"   |
| 9. | Kasper Asgreen        | Dania             | Soudal Quick-Step     | + 23"   |
| 10. | Juan Ayuso            | Hiszpania         | UAE Team Emirates     | + 25"   |

| \| Klasyfikacja generalna \| Klasyfikacja generalna \| Klasyfikacja generalna \| Klasyfikacja generalna \| Klasyfikacja generalna \| \| Kolarz \| Kolarz \| Państwo \| Drużyna \| Czas \| \| ---------------------- \| ---------------------- \| ---------------------- \| ---------------------- \| ---------------------- \| \| 1. \| Stefan Küng \| Szwajcaria \| Groupama-FDJ \| 13' 31" \| \| 2. \| Remco Evenepoel \| Belgia \| Soudal Quick-Step \| + 6" \| \| 3. \| Wout van Aert \| Belgia \| Jumbo-Visma \| + 10" \| \| 4. \| Magnus Sheffield \| Stany Zjednoczone \| Ineos Grenadiers \| + 11" \| \| 5. \| Johan Price-Pejtersen \| Dania \| Bahrain Victorious \| + 17" \| \| 6. \| Mattias Skjelmose \| Dania \| Trek-Segafredo \| + 19" \| \| 7. \| Stefan Bissegger \| Szwajcaria \| EF Education-EasyPost \| + 20" \| \| 8. \| Matteo Sobrero \| Włochy \| Team Jayco AlUla \| + 20" \| \| 9. \| Kasper Asgreen \| Dania \| Soudal Quick-Step \| + 23" \| \| 10. \| Juan Ayuso \| Hiszpania \| UAE Team Emirates \| + 25" \| |                       |                   |                       |         |
| |                       |                   |                       |         |
| Źródło: ProCyclingStats |                       |                   |                       |         |
| Klasyfikacja generalna |                       |                   |                       |         |
| Kolarz | Kolarz                | Państwo           | Drużyna               | Czas    |
| 1. | Stefan Küng           | Szwajcaria        | Groupama-FDJ          | 13' 31" |
| 2. | Remco Evenepoel       | Belgia            | Soudal Quick-Step     | + 6"    |
| 3. | Wout van Aert         | Belgia            | Jumbo-Visma           | + 10"   |
| 4. | Magnus Sheffield      | Stany Zjednoczone | Ineos Grenadiers      | + 11"   |
| 5. | Johan Price-Pejtersen | Dania             | Bahrain Victorious    | + 17"   |
| 6. | Mattias Skjelmose     | Dania             | Trek-Segafredo        | + 19"   |
| 7. | Stefan Bissegger      | Szwajcaria        | EF Education-EasyPost | + 20"   |
| 8. | Matteo Sobrero        | Włochy            | Team Jayco AlUla      | + 20"   |
| 9. | Kasper Asgreen        | Dania             | Soudal Quick-Step     | + 23"   |
| 10. | Juan Ayuso            | Hiszpania         | UAE Team Emirates     | + 25"   |

### Etap 2
| Beromünster - Nottwil | płaski | (173,7 km) |

| \| Klasyfikacja etapu \| Klasyfikacja etapu \| Klasyfikacja etapu \| Klasyfikacja etapu \| Klasyfikacja etapu \| \| Kolarz \| Kolarz \| Państwo \| Drużyna \| Czas \| \| ------------------ \| ------------------- \| ------------------ \| ------------------------ \| ------------------ \| \| 1. \| Biniam Girmay \| Erytrea \| Intermarché-Circus-Wanty \| 3h 53' 37" \| \| 2. \| Arnaud Démare \| Francja \| Groupama-FDJ \| + 0" \| \| 3. \| Wout van Aert \| Belgia \| Jumbo-Visma \| + 0" \| \| 4. \| Pavel Bittner \| Czechy \| Team DSM \| + 0" \| \| 5. \| Peter Sagan \| Słowacja \| TotalEnergies \| + 0" \| \| 6. \| Jordi Meeus \| Belgia \| Bora-Hansgrohe \| + 0" \| \| 7. \| Iván García Cortina \| Hiszpania \| Movistar Team \| + 0" \| \| 8. \| Alex Aranburu \| Hiszpania \| Movistar Team \| + 0" \| \| 9. \| Mike Teunissen \| Holandia \| Intermarché-Circus-Wanty \| + 0" \| \| 10. \| Cédric Beullens \| Belgia \| Lotto Dstny \| + 0" \| |                     |           |                          |            |
| |                     |           |                          |            |
| Źródło: ProCyclingStats |                     |           |                          |            |
| Klasyfikacja etapu |                     |           |                          |            |
| Kolarz | Kolarz              | Państwo   | Drużyna                  | Czas       |
| 1. | Biniam Girmay       | Erytrea   | Intermarché-Circus-Wanty | 3h 53' 37" |
| 2. | Arnaud Démare       | Francja   | Groupama-FDJ             | + 0"       |
| 3. | Wout van Aert       | Belgia    | Jumbo-Visma              | + 0"       |
| 4. | Pavel Bittner       | Czechy    | Team DSM                 | + 0"       |
| 5. | Peter Sagan         | Słowacja  | TotalEnergies            | + 0"       |
| 6. | Jordi Meeus         | Belgia    | Bora-Hansgrohe           | + 0"       |
| 7. | Iván García Cortina | Hiszpania | Movistar Team            | + 0"       |
| 8. | Alex Aranburu       | Hiszpania | Movistar Team            | + 0"       |
| 9. | Mike Teunissen      | Holandia  | Intermarché-Circus-Wanty | + 0"       |
| 10. | Cédric Beullens     | Belgia    | Lotto Dstny              | + 0"       |

| \| Klasyfikacja generalna \| Klasyfikacja generalna \| Klasyfikacja generalna \| Klasyfikacja generalna \| Klasyfikacja generalna \| \| Kolarz \| Kolarz \| Państwo \| Drużyna \| Czas \| \| ---------------------- \| ---------------------- \| ---------------------- \| ---------------------- \| ---------------------- \| \| 1. \| Stefan Küng \| Szwajcaria \| Groupama-FDJ \| 4h 07' 08" \| \| 2. \| Remco Evenepoel \| Belgia \| Soudal Quick-Step \| + 5" \| \| 3. \| Wout van Aert \| Belgia \| Jumbo-Visma \| + 6" \| \| 4. \| Magnus Sheffield \| Stany Zjednoczone \| Ineos Grenadiers \| + 11" \| \| 5. \| Johan Price-Pejtersen \| Dania \| Bahrain Victorious \| + 17" \| \| 6. \| Mattias Skjelmose \| Dania \| Trek-Segafredo \| + 19" \| \| 7. \| Stefan Bissegger \| Szwajcaria \| EF Education-EasyPost \| + 20" \| \| 8. \| Matteo Sobrero \| Włochy \| Team Jayco AlUla \| + 20" \| \| 9. \| Kasper Asgreen \| Dania \| Soudal Quick-Step \| + 23" \| \| 10. \| Juan Ayuso \| Hiszpania \| UAE Team Emirates \| + 25" \| |                       |                   |                       |            |
| |                       |                   |                       |            |
| Źródło: ProCyclingStats |                       |                   |                       |            |
| Klasyfikacja generalna |                       |                   |                       |            |
| Kolarz | Kolarz                | Państwo           | Drużyna               | Czas       |
| 1. | Stefan Küng           | Szwajcaria        | Groupama-FDJ          | 4h 07' 08" |
| 2. | Remco Evenepoel       | Belgia            | Soudal Quick-Step     | + 5"       |
| 3. | Wout van Aert         | Belgia            | Jumbo-Visma           | + 6"       |
| 4. | Magnus Sheffield      | Stany Zjednoczone | Ineos Grenadiers      | + 11"      |
| 5. | Johan Price-Pejtersen | Dania             | Bahrain Victorious    | + 17"      |
| 6. | Mattias Skjelmose     | Dania             | Trek-Segafredo        | + 19"      |
| 7. | Stefan Bissegger      | Szwajcaria        | EF Education-EasyPost | + 20"      |
| 8. | Matteo Sobrero        | Włochy            | Team Jayco AlUla      | + 20"      |
| 9. | Kasper Asgreen        | Dania             | Soudal Quick-Step     | + 23"      |
| 10. | Juan Ayuso            | Hiszpania         | UAE Team Emirates     | + 25"      |

### Etap 3
| Tafers - Villars-sur-Ollon | górski | (143,8 km) |

| \| Klasyfikacja etapu \| Klasyfikacja etapu \| Klasyfikacja etapu \| Klasyfikacja etapu \| Klasyfikacja etapu \| \| Kolarz \| Kolarz \| Państwo \| Drużyna \| Czas \| \| ------------------ \| ------------------ \| ------------------ \| --------------------- \| ------------------ \| \| 1. \| Mattias Skjelmose \| Dania \| Trek-Segafredo \| 3h 29' 14" \| \| 2. \| Felix Gall \| Austria \| AG2R Citroën Team \| + 3" \| \| 3. \| Juan Ayuso \| Hiszpania \| UAE Team Emirates \| + 12" \| \| 4. \| Remco Evenepoel \| Belgia \| Soudal Quick-Step \| + 21" \| \| 5. \| Cian Uijtdebroeks \| Belgia \| Bora-Hansgrohe \| + 21" \| \| 6. \| Pello Bilbao \| Hiszpania \| Bahrain Victorious \| + 21" \| \| 7. \| Wilco Kelderman \| Holandia \| Jumbo-Visma \| + 21" \| \| 8. \| Rigoberto Urán \| Kolumbia \| EF Education-EasyPost \| + 21" \| \| 9. \| Magnus Sheffield \| Stany Zjednoczone \| Ineos Grenadiers \| + 37" \| \| 10. \| Romain Bardet \| Francja \| Team DSM \| + 45" \| |                   |                   |                       |            |
| |                   |                   |                       |            |
| Źródło: ProCyclingStats |                   |                   |                       |            |
| Klasyfikacja etapu |                   |                   |                       |            |
| Kolarz | Kolarz            | Państwo           | Drużyna               | Czas       |
| 1. | Mattias Skjelmose | Dania             | Trek-Segafredo        | 3h 29' 14" |
| 2. | Felix Gall        | Austria           | AG2R Citroën Team     | + 3"       |
| 3. | Juan Ayuso        | Hiszpania         | UAE Team Emirates     | + 12"      |
| 4. | Remco Evenepoel   | Belgia            | Soudal Quick-Step     | + 21"      |
| 5. | Cian Uijtdebroeks | Belgia            | Bora-Hansgrohe        | + 21"      |
| 6. | Pello Bilbao      | Hiszpania         | Bahrain Victorious    | + 21"      |
| 7. | Wilco Kelderman   | Holandia          | Jumbo-Visma           | + 21"      |
| 8. | Rigoberto Urán    | Kolumbia          | EF Education-EasyPost | + 21"      |
| 9. | Magnus Sheffield  | Stany Zjednoczone | Ineos Grenadiers      | + 37"      |
| 10. | Romain Bardet     | Francja           | Team DSM              | + 45"      |

| \| Klasyfikacja generalna \| Klasyfikacja generalna \| Klasyfikacja generalna \| Klasyfikacja generalna \| Klasyfikacja generalna \| \| Kolarz \| Kolarz \| Państwo \| Drużyna \| Czas \| \| ---------------------- \| ---------------------- \| ---------------------- \| ---------------------- \| ---------------------- \| \| 1. \| Mattias Skjelmose \| Dania \| Trek-Segafredo \| 7h 36' 31" \| \| 2. \| Remco Evenepoel \| Belgia \| Soudal Quick-Step \| + 17" \| \| 3. \| Juan Ayuso \| Hiszpania \| UAE Team Emirates \| + 24" \| \| 4. \| Magnus Sheffield \| Stany Zjednoczone \| Ineos Grenadiers \| + 39" \| \| 5. \| Pello Bilbao \| Hiszpania \| Bahrain Victorious \| + 49" \| \| 6. \| Rigoberto Urán \| Kolumbia \| EF Education-EasyPost \| + 56" \| \| 7. \| Wilco Kelderman \| Holandia \| Jumbo-Visma \| + 1' 04" \| \| 8. \| Ion Izagirre \| Hiszpania \| Cofidis \| + 1' 05" \| \| 9. \| Felix Gall \| Austria \| AG2R Citroën Team \| + 1' 07" \| \| 10. \| Romain Bardet \| Francja \| Team DSM \| + 1' 15" \| |                   |                   |                       |            |
| |                   |                   |                       |            |
| Źródło: ProCyclingStats |                   |                   |                       |            |
| Klasyfikacja generalna |                   |                   |                       |            |
| Kolarz | Kolarz            | Państwo           | Drużyna               | Czas       |
| 1. | Mattias Skjelmose | Dania             | Trek-Segafredo        | 7h 36' 31" |
| 2. | Remco Evenepoel   | Belgia            | Soudal Quick-Step     | + 17"      |
| 3. | Juan Ayuso        | Hiszpania         | UAE Team Emirates     | + 24"      |
| 4. | Magnus Sheffield  | Stany Zjednoczone | Ineos Grenadiers      | + 39"      |
| 5. | Pello Bilbao      | Hiszpania         | Bahrain Victorious    | + 49"      |
| 6. | Rigoberto Urán    | Kolumbia          | EF Education-EasyPost | + 56"      |
| 7. | Wilco Kelderman   | Holandia          | Jumbo-Visma           | + 1' 04"   |
| 8. | Ion Izagirre      | Hiszpania         | Cofidis               | + 1' 05"   |
| 9. | Felix Gall        | Austria           | AG2R Citroën Team     | + 1' 07"   |
| 10. | Romain Bardet     | Francja           | Team DSM              | + 1' 15"   |

### Etap 4
| Monthey - Leukerbad | górski | (152,5 km) |

| \| Klasyfikacja etapu \| Klasyfikacja etapu \| Klasyfikacja etapu \| Klasyfikacja etapu \| Klasyfikacja etapu \| \| Kolarz \| Kolarz \| Państwo \| Drużyna \| Czas \| \| ------------------ \| --------------------- \| ------------------ \| --------------------- \| ------------------ \| \| 1. \| Felix Gall \| Austria \| AG2R Citroën Team \| 3h 42' 22" \| \| 2. \| Remco Evenepoel \| Belgia \| Soudal Quick-Step \| + 1' 02" \| \| 3. \| Mattias Skjelmose \| Dania \| Trek-Segafredo \| + 1' 03" \| \| 4. \| Cian Uijtdebroeks \| Belgia \| Bora-Hansgrohe \| + 1' 05" \| \| 5. \| Wilco Kelderman \| Holandia \| Jumbo-Visma \| + 1' 05" \| \| 6. \| Pello Bilbao \| Hiszpania \| Bahrain Victorious \| + 1' 05" \| \| 7. \| Romain Bardet \| Francja \| Team DSM \| + 1' 07" \| \| 8. \| Sylvain Moniquet \| Belgia \| Lotto Dstny \| + 1' 10" \| \| 9. \| Harold Tejada \| Kolumbia \| Astana Qazaqstan Team \| + 1' 36" \| \| 10. \| Maximilian Schachmann \| Niemcy \| Bora-Hansgrohe \| + 1' 49" \| |                       |           |                       |            |
| |                       |           |                       |            |
| Źródło: ProCyclingStats |                       |           |                       |            |
| Klasyfikacja etapu |                       |           |                       |            |
| Kolarz | Kolarz                | Państwo   | Drużyna               | Czas       |
| 1. | Felix Gall            | Austria   | AG2R Citroën Team     | 3h 42' 22" |
| 2. | Remco Evenepoel       | Belgia    | Soudal Quick-Step     | + 1' 02"   |
| 3. | Mattias Skjelmose     | Dania     | Trek-Segafredo        | + 1' 03"   |
| 4. | Cian Uijtdebroeks     | Belgia    | Bora-Hansgrohe        | + 1' 05"   |
| 5. | Wilco Kelderman       | Holandia  | Jumbo-Visma           | + 1' 05"   |
| 6. | Pello Bilbao          | Hiszpania | Bahrain Victorious    | + 1' 05"   |
| 7. | Romain Bardet         | Francja   | Team DSM              | + 1' 07"   |
| 8. | Sylvain Moniquet      | Belgia    | Lotto Dstny           | + 1' 10"   |
| 9. | Harold Tejada         | Kolumbia  | Astana Qazaqstan Team | + 1' 36"   |
| 10. | Maximilian Schachmann | Niemcy    | Bora-Hansgrohe        | + 1' 49"   |

| \| Klasyfikacja generalna \| Klasyfikacja generalna \| Klasyfikacja generalna \| Klasyfikacja generalna \| Klasyfikacja generalna \| \| Kolarz \| Kolarz \| Państwo \| Drużyna \| Czas \| \| ---------------------- \| ---------------------- \| ---------------------- \| ---------------------- \| ---------------------- \| \| 1. \| Felix Gall \| Austria \| AG2R Citroën Team \| 11h 19' 50" \| \| 2. \| Mattias Skjelmose \| Dania \| Trek-Segafredo \| + 2" \| \| 3. \| Remco Evenepoel \| Belgia \| Soudal Quick-Step \| + 16" \| \| 4. \| Pello Bilbao \| Hiszpania \| Bahrain Victorious \| + 57" \| \| 5. \| Wilco Kelderman \| Holandia \| Jumbo-Visma \| + 1' 12" \| \| 6. \| Juan Ayuso \| Hiszpania \| UAE Team Emirates \| + 1' 18" \| \| 7. \| Romain Bardet \| Francja \| Team DSM \| + 1' 25" \| \| 8. \| Cian Uijtdebroeks \| Belgia \| Bora-Hansgrohe \| + 1' 26" \| \| 9. \| Magnus Sheffield \| Stany Zjednoczone \| Ineos Grenadiers \| + 1' 33" \| \| 10. \| Rigoberto Urán \| Kolumbia \| EF Education-EasyPost \| + 1' 50" \| |                   |                   |                       |             |
| |                   |                   |                       |             |
| Źródło: ProCyclingStats |                   |                   |                       |             |
| Klasyfikacja generalna |                   |                   |                       |             |
| Kolarz | Kolarz            | Państwo           | Drużyna               | Czas        |
| 1. | Felix Gall        | Austria           | AG2R Citroën Team     | 11h 19' 50" |
| 2. | Mattias Skjelmose | Dania             | Trek-Segafredo        | + 2"        |
| 3. | Remco Evenepoel   | Belgia            | Soudal Quick-Step     | + 16"       |
| 4. | Pello Bilbao      | Hiszpania         | Bahrain Victorious    | + 57"       |
| 5. | Wilco Kelderman   | Holandia          | Jumbo-Visma           | + 1' 12"    |
| 6. | Juan Ayuso        | Hiszpania         | UAE Team Emirates     | + 1' 18"    |
| 7. | Romain Bardet     | Francja           | Team DSM              | + 1' 25"    |
| 8. | Cian Uijtdebroeks | Belgia            | Bora-Hansgrohe        | + 1' 26"    |
| 9. | Magnus Sheffield  | Stany Zjednoczone | Ineos Grenadiers      | + 1' 33"    |
| 10. | Rigoberto Urán    | Kolumbia          | EF Education-EasyPost | + 1' 50"    |

### Etap 5
| Fiesch - La Punt Chamues-ch | górski | (211 km) |

| \| Klasyfikacja etapu \| Klasyfikacja etapu \| Klasyfikacja etapu \| Klasyfikacja etapu \| Klasyfikacja etapu \| \| Kolarz \| Kolarz \| Państwo \| Drużyna \| Czas \| \| ------------------ \| ------------------ \| ------------------ \| ------------------------ \| ------------------ \| \| 1. \| Juan Ayuso \| Hiszpania \| UAE Team Emirates \| 5h 23' 01" \| \| 2. \| Mattias Skjelmose \| Dania \| Trek-Segafredo \| + 54" \| \| 3. \| Pello Bilbao \| Hiszpania \| Bahrain Victorious \| + 54" \| \| 4. \| Rigoberto Urán \| Kolumbia \| EF Education-EasyPost \| + 54" \| \| 5. \| Romain Bardet \| Francja \| Team DSM \| + 54" \| \| 6. \| Wilco Kelderman \| Holandia \| Jumbo-Visma \| + 54" \| \| 7. \| Rui Costa \| Portugalia \| Intermarché-Circus-Wanty \| + 58" \| \| 8. \| Felix Gall \| Austria \| AG2R Citroën Team \| + 58" \| \| 9. \| Antonio Tiberi \| Włochy \| Bahrain Victorious \| + 1' 01" \| \| 10. \| Remco Evenepoel \| Belgia \| Soudal Quick-Step \| + 1' 20" \| |                   |            |                          |            |
| |                   |            |                          |            |
| Źródło: ProCyclingStats |                   |            |                          |            |
| Klasyfikacja etapu |                   |            |                          |            |
| Kolarz | Kolarz            | Państwo    | Drużyna                  | Czas       |
| 1. | Juan Ayuso        | Hiszpania  | UAE Team Emirates        | 5h 23' 01" |
| 2. | Mattias Skjelmose | Dania      | Trek-Segafredo           | + 54"      |
| 3. | Pello Bilbao      | Hiszpania  | Bahrain Victorious       | + 54"      |
| 4. | Rigoberto Urán    | Kolumbia   | EF Education-EasyPost    | + 54"      |
| 5. | Romain Bardet     | Francja    | Team DSM                 | + 54"      |
| 6. | Wilco Kelderman   | Holandia   | Jumbo-Visma              | + 54"      |
| 7. | Rui Costa         | Portugalia | Intermarché-Circus-Wanty | + 58"      |
| 8. | Felix Gall        | Austria    | AG2R Citroën Team        | + 58"      |
| 9. | Antonio Tiberi    | Włochy     | Bahrain Victorious       | + 1' 01"   |
| 10. | Remco Evenepoel   | Belgia     | Soudal Quick-Step        | + 1' 20"   |

| \| Klasyfikacja generalna \| Klasyfikacja generalna \| Klasyfikacja generalna \| Klasyfikacja generalna \| Klasyfikacja generalna \| \| Kolarz \| Kolarz \| Państwo \| Drużyna \| Czas \| \| ---------------------- \| ---------------------- \| ---------------------- \| ---------------------- \| ---------------------- \| \| 1. \| Mattias Skjelmose \| Dania \| Trek-Segafredo \| 16h 43' 41" \| \| 2. \| Felix Gall \| Austria \| AG2R Citroën Team \| + 8" \| \| 3. \| Juan Ayuso \| Hiszpania \| UAE Team Emirates \| + 18" \| \| 4. \| Remco Evenepoel \| Belgia \| Soudal Quick-Step \| + 46" \| \| 5. \| Pello Bilbao \| Hiszpania \| Bahrain Victorious \| + 57" \| \| 6. \| Wilco Kelderman \| Holandia \| Jumbo-Visma \| + 1' 16" \| \| 7. \| Romain Bardet \| Francja \| Team DSM \| + 1' 29" \| \| 8. \| Rigoberto Urán \| Kolumbia \| EF Education-EasyPost \| + 1' 54" \| \| 9. \| Cian Uijtdebroeks \| Belgia \| Bora-Hansgrohe \| + 1' 57" \| \| 10. \| Dylan Teuns \| Belgia \| Israel-Premier Tech \| + 3' 00" \| |                   |           |                       |             |
| |                   |           |                       |             |
| Źródło: ProCyclingStats |                   |           |                       |             |
| Klasyfikacja generalna |                   |           |                       |             |
| Kolarz | Kolarz            | Państwo   | Drużyna               | Czas        |
| 1. | Mattias Skjelmose | Dania     | Trek-Segafredo        | 16h 43' 41" |
| 2. | Felix Gall        | Austria   | AG2R Citroën Team     | + 8"        |
| 3. | Juan Ayuso        | Hiszpania | UAE Team Emirates     | + 18"       |
| 4. | Remco Evenepoel   | Belgia    | Soudal Quick-Step     | + 46"       |
| 5. | Pello Bilbao      | Hiszpania | Bahrain Victorious    | + 57"       |
| 6. | Wilco Kelderman   | Holandia  | Jumbo-Visma           | + 1' 16"    |
| 7. | Romain Bardet     | Francja   | Team DSM              | + 1' 29"    |
| 8. | Rigoberto Urán    | Kolumbia  | EF Education-EasyPost | + 1' 54"    |
| 9. | Cian Uijtdebroeks | Belgia    | Bora-Hansgrohe        | + 1' 57"    |
| 10. | Dylan Teuns       | Belgia    | Israel-Premier Tech   | + 3' 00"    |

### Etap 6
Z szacunku dla zmarłego Gino Mädera etap został zneutralizowany i skrócony do 30 km.

### Etap 7
| Tübach - Weinfelden | górzysty | (183,5 km) |

| \| Klasyfikacja etapu \| Klasyfikacja etapu \| Klasyfikacja etapu \| Klasyfikacja etapu \| Klasyfikacja etapu \| \| Kolarz \| Kolarz \| Państwo \| Drużyna \| Czas \| \| ------------------ \| ------------------ \| ------------------ \| ------------------ \| ------------------ \| \| 1. \| Remco Evenepoel \| Belgia \| Soudal Quick-Step \| 4h 01' 04" \| \| 2. \| Wout van Aert \| Belgia \| Jumbo-Visma \| + 0" \| \| 3. \| Bryan Coquard \| Francja \| Cofidis \| + 0" \| \| 4. \| Lorrenzo Manzin \| Francja \| TotalEnergies \| + 0" \| \| 5. \| Alex Aranburu \| Hiszpania \| Movistar Team \| + 0" \| \| 6. \| Kevin Vermaerke \| Stany Zjednoczone \| Team DSM \| + 0" \| \| 7. \| Romain Grégoire \| Francja \| Groupama-FDJ \| + 0" \| \| 8. \| Jonas Koch \| Niemcy \| Bora-Hansgrohe \| + 0" \| \| 9. \| Gonzalo Serrano \| Hiszpania \| Movistar Team \| + 0" \| \| 10. \| Matthew Dinham \| Australia \| Team DSM \| + 0" \| |                 |                   |                   |            |
| |                 |                   |                   |            |
| Źródło: ProCyclingStats |                 |                   |                   |            |
| Klasyfikacja etapu |                 |                   |                   |            |
| Kolarz | Kolarz          | Państwo           | Drużyna           | Czas       |
| 1. | Remco Evenepoel | Belgia            | Soudal Quick-Step | 4h 01' 04" |
| 2. | Wout van Aert   | Belgia            | Jumbo-Visma       | + 0"       |
| 3. | Bryan Coquard   | Francja           | Cofidis           | + 0"       |
| 4. | Lorrenzo Manzin | Francja           | TotalEnergies     | + 0"       |
| 5. | Alex Aranburu   | Hiszpania         | Movistar Team     | + 0"       |
| 6. | Kevin Vermaerke | Stany Zjednoczone | Team DSM          | + 0"       |
| 7. | Romain Grégoire | Francja           | Groupama-FDJ      | + 0"       |
| 8. | Jonas Koch      | Niemcy            | Bora-Hansgrohe    | + 0"       |
| 9. | Gonzalo Serrano | Hiszpania         | Movistar Team     | + 0"       |
| 10. | Matthew Dinham  | Australia         | Team DSM          | + 0"       |

| \| Klasyfikacja generalna \| Klasyfikacja generalna \| Klasyfikacja generalna \| Klasyfikacja generalna \| Klasyfikacja generalna \| \| Kolarz \| Kolarz \| Państwo \| Drużyna \| Czas \| \| ---------------------- \| ---------------------- \| ---------------------- \| ---------------------- \| ---------------------- \| \| 1. \| Mattias Skjelmose \| Dania \| Trek-Segafredo \| 20h 44' 45" \| \| 2. \| Felix Gall \| Austria \| AG2R Citroën Team \| + 8" \| \| 3. \| Juan Ayuso \| Hiszpania \| UAE Team Emirates \| + 18" \| \| 4. \| Remco Evenepoel \| Belgia \| Soudal Quick-Step \| + 46" \| \| 5. \| Wilco Kelderman \| Holandia \| Jumbo-Visma \| + 1' 16" \| \| 6. \| Romain Bardet \| Francja \| Team DSM \| + 1' 29" \| \| 7. \| Rigoberto Urán \| Kolumbia \| EF Education-EasyPost \| + 1' 54" \| \| 8. \| Cian Uijtdebroeks \| Belgia \| Bora-Hansgrohe \| + 1' 57" \| \| 9. \| Dylan Teuns \| Belgia \| Israel-Premier Tech \| + 3' 00" \| \| 10. \| Harold Tejada \| Kolumbia \| Astana Qazaqstan Team \| + 3' 48" \| |                   |           |                       |             |
| |                   |           |                       |             |
| Źródło: ProCyclingStats |                   |           |                       |             |
| Klasyfikacja generalna |                   |           |                       |             |
| Kolarz | Kolarz            | Państwo   | Drużyna               | Czas        |
| 1. | Mattias Skjelmose | Dania     | Trek-Segafredo        | 20h 44' 45" |
| 2. | Felix Gall        | Austria   | AG2R Citroën Team     | + 8"        |
| 3. | Juan Ayuso        | Hiszpania | UAE Team Emirates     | + 18"       |
| 4. | Remco Evenepoel   | Belgia    | Soudal Quick-Step     | + 46"       |
| 5. | Wilco Kelderman   | Holandia  | Jumbo-Visma           | + 1' 16"    |
| 6. | Romain Bardet     | Francja   | Team DSM              | + 1' 29"    |
| 7. | Rigoberto Urán    | Kolumbia  | EF Education-EasyPost | + 1' 54"    |
| 8. | Cian Uijtdebroeks | Belgia    | Bora-Hansgrohe        | + 1' 57"    |
| 9. | Dylan Teuns       | Belgia    | Israel-Premier Tech   | + 3' 00"    |
| 10. | Harold Tejada     | Kolumbia  | Astana Qazaqstan Team | + 3' 48"    |

### Etap 8
| St. Gallen - Gaiserwald | jazda indywidualna na czas | (25,7 km) |

| \| Klasyfikacja etapu \| Klasyfikacja etapu \| Klasyfikacja etapu \| Klasyfikacja etapu \| Klasyfikacja etapu \| \| Kolarz \| Kolarz \| Państwo \| Drużyna \| Czas \| \| ------------------ \| ------------------ \| ------------------ \| --------------------- \| ------------------ \| \| 1. \| Juan Ayuso \| Hiszpania \| UAE Team Emirates \| 32' 25" \| \| 2. \| Remco Evenepoel \| Belgia \| Soudal Quick-Step \| + 8" \| \| 3. \| Mattias Skjelmose \| Dania \| Trek-Segafredo \| + 9" \| \| 4. \| Stefan Bissegger \| Szwajcaria \| EF Education-EasyPost \| + 23" \| \| 5. \| Wout van Aert \| Belgia \| Jumbo-Visma \| + 28" \| \| 6. \| Kasper Asgreen \| Dania \| Soudal Quick-Step \| + 36" \| \| 7. \| Mattia Cattaneo \| Włochy \| Soudal Quick-Step \| + 39" \| \| 8. \| Matteo Sobrero \| Włochy \| Team Jayco AlUla \| + 40" \| \| 9. \| Finn Fisher-Black \| Nowa Zelandia \| UAE Team Emirates \| + 42" \| \| 10. \| Neilson Powless \| Stany Zjednoczone \| EF Education-EasyPost \| + 46" \| |                   |                   |                       |         |
| |                   |                   |                       |         |
| Źródło: ProCyclingStats |                   |                   |                       |         |
| Klasyfikacja etapu |                   |                   |                       |         |
| Kolarz | Kolarz            | Państwo           | Drużyna               | Czas    |
| 1. | Juan Ayuso        | Hiszpania         | UAE Team Emirates     | 32' 25" |
| 2. | Remco Evenepoel   | Belgia            | Soudal Quick-Step     | + 8"    |
| 3. | Mattias Skjelmose | Dania             | Trek-Segafredo        | + 9"    |
| 4. | Stefan Bissegger  | Szwajcaria        | EF Education-EasyPost | + 23"   |
| 5. | Wout van Aert     | Belgia            | Jumbo-Visma           | + 28"   |
| 6. | Kasper Asgreen    | Dania             | Soudal Quick-Step     | + 36"   |
| 7. | Mattia Cattaneo   | Włochy            | Soudal Quick-Step     | + 39"   |
| 8. | Matteo Sobrero    | Włochy            | Team Jayco AlUla      | + 40"   |
| 9. | Finn Fisher-Black | Nowa Zelandia     | UAE Team Emirates     | + 42"   |
| 10. | Neilson Powless   | Stany Zjednoczone | EF Education-EasyPost | + 46"   |

## Klasyfikacje

### Klasyfikacja generalna
| \| Klasyfikacja generalna \| Klasyfikacja generalna \| Klasyfikacja generalna \| Klasyfikacja generalna \| Klasyfikacja generalna \| \| Kolarz \| Kolarz \| Państwo \| Drużyna \| Czas \| \| ---------------------- \| ---------------------- \| ---------------------- \| ---------------------- \| ---------------------- \| \| 1. \| Mattias Skjelmose \| Dania \| Trek-Segafredo \| 21h 17' 19" \| \| 2. \| Juan Ayuso \| Hiszpania \| UAE Team Emirates \| + 9" \| \| 3. \| Remco Evenepoel \| Belgia \| Soudal Quick-Step \| + 45" \| \| 4. \| Wilco Kelderman \| Holandia \| Jumbo-Visma \| + 2' 09" \| \| 5. \| Romain Bardet \| Francja \| Team DSM \| + 2' 41" \| \| 6. \| Rigoberto Urán \| Kolumbia \| EF Education-EasyPost \| + 2' 47" \| \| 7. \| Cian Uijtdebroeks \| Belgia \| Bora-Hansgrohe \| + 3' 04" \| \| 8. \| Felix Gall \| Austria \| AG2R Citroën Team \| + 3' 25" \| \| 9. \| Dylan Teuns \| Belgia \| Israel-Premier Tech \| + 4' 29" \| \| 10. \| Harold Tejada \| Kolumbia \| Astana Qazaqstan Team \| + 4' 57" \| |                   |           |                       |             |
| |                   |           |                       |             |
| Źródło: ProCyclingStats |                   |           |                       |             |
| Klasyfikacja generalna |                   |           |                       |             |
| Kolarz | Kolarz            | Państwo   | Drużyna               | Czas        |
| 1. | Mattias Skjelmose | Dania     | Trek-Segafredo        | 21h 17' 19" |
| 2. | Juan Ayuso        | Hiszpania | UAE Team Emirates     | + 9"        |
| 3. | Remco Evenepoel   | Belgia    | Soudal Quick-Step     | + 45"       |
| 4. | Wilco Kelderman   | Holandia  | Jumbo-Visma           | + 2' 09"    |
| 5. | Romain Bardet     | Francja   | Team DSM              | + 2' 41"    |
| 6. | Rigoberto Urán    | Kolumbia  | EF Education-EasyPost | + 2' 47"    |
| 7. | Cian Uijtdebroeks | Belgia    | Bora-Hansgrohe        | + 3' 04"    |
| 8. | Felix Gall        | Austria   | AG2R Citroën Team     | + 3' 25"    |
| 9. | Dylan Teuns       | Belgia    | Israel-Premier Tech   | + 4' 29"    |
| 10. | Harold Tejada     | Kolumbia  | Astana Qazaqstan Team | + 4' 57"    |

| Klasyfikacja punktowa | Klasyfikacja punktowa | Klasyfikacja punktowa | Klasyfikacja punktowa | Klasyfikacja punktowa |
| Kolarz                | Kolarz                | Państwo               | Drużyna               | Punkty                |
| --------------------- | --------------------- | --------------------- | --------------------- | --------------------- |
| 1.                    | Wout van Aert         | Belgia                | Jumbo-Visma           | 52 pkt                |
| 2.                    | Remco Evenepoel       | Belgia                | Soudal Quick-Step     | 40 pkt                |
| 3.                    | Mattias Skjelmose     | Dania                 | Trek-Segafredo        | 32 pkt                |
| 4.                    | Juan Ayuso            | Hiszpania             | UAE Team Emirates     | 30 pkt                |
| 5.                    | Felix Gall            | Austria               | AG2R Citroën Team     | 20 pkt                |
| 6.                    | Quinten Hermans       | Belgia                | Alpecin-Deceuninck    | 10 pkt                |
| 7.                    | Stan Dewulf           | Belgia                | AG2R Citroën Team     | 10 pkt                |
| 8.                    | Kristian Sbaragli     | Włochy                | Alpecin-Deceuninck    | 9 pkt                 |
| 9.                    | Cian Uijtdebroeks     | Belgia                | Bora-Hansgrohe        | 6 pkt                 |
| 10.                   | Michael Gogl          | Austria               | Alpecin-Deceuninck    | 6 pkt                 |

| Klasyfikacja punktowa | Klasyfikacja punktowa | Klasyfikacja punktowa | Klasyfikacja punktowa | Klasyfikacja punktowa |
| Kolarz                | Kolarz                | Państwo               | Drużyna               | Punkty                |
| --------------------- | --------------------- | --------------------- | --------------------- | --------------------- |
| 1.                    | Wout van Aert         | Belgia                | Jumbo-Visma           | 52 pkt                |
| 2.                    | Remco Evenepoel       | Belgia                | Soudal Quick-Step     | 40 pkt                |
| 3.                    | Mattias Skjelmose     | Dania                 | Trek-Segafredo        | 32 pkt                |
| 4.                    | Juan Ayuso            | Hiszpania             | UAE Team Emirates     | 30 pkt                |
| 5.                    | Felix Gall            | Austria               | AG2R Citroën Team     | 20 pkt                |
| 6.                    | Quinten Hermans       | Belgia                | Alpecin-Deceuninck    | 10 pkt                |
| 7.                    | Stan Dewulf           | Belgia                | AG2R Citroën Team     | 10 pkt                |
| 8.                    | Kristian Sbaragli     | Włochy                | Alpecin-Deceuninck    | 9 pkt                 |
| 9.                    | Cian Uijtdebroeks     | Belgia                | Bora-Hansgrohe        | 6 pkt                 |
| 10.                   | Michael Gogl          | Austria               | Alpecin-Deceuninck    | 6 pkt                 |

| Klasyfikacja górska | Klasyfikacja górska | Klasyfikacja górska | Klasyfikacja górska    | Klasyfikacja górska |
| Kolarz              | Kolarz              | Państwo             | Drużyna                | Punkty              |
| ------------------- | ------------------- | ------------------- | ---------------------- | ------------------- |
| 1.                  | Pascal Eenkhoorn    | Holandia            | Lotto Dstny            | 44 pkt              |
| 2.                  | Sergio Higuita      | Kolumbia            | Bora-Hansgrohe         | 28 pkt              |
| 3.                  | Juan Ayuso          | Hiszpania           | UAE Team Emirates      | 26 pkt              |
| 4.                  | Felix Gall          | Austria             | AG2R Citroën Team      | 24 pkt              |
| 5.                  | Nickolas Zukowsky   | Kanada              | Q36.5 Pro Cycling Team | 17 pkt              |
| 6.                  | Wout van Aert       | Belgia              | Jumbo-Visma            | 16 pkt              |
| 7.                  | Wilco Kelderman     | Holandia            | Jumbo-Visma            | 14 pkt              |
| 8.                  | Julien Bernard      | Francja             | Trek-Segafredo         | 13 pkt              |
| 10.                 | Silvan Dillier      | Szwajcaria          | Alpecin-Deceuninck     | 12 pkt              |

| Klasyfikacja górska | Klasyfikacja górska | Klasyfikacja górska | Klasyfikacja górska    | Klasyfikacja górska |
| Kolarz              | Kolarz              | Państwo             | Drużyna                | Punkty              |
| ------------------- | ------------------- | ------------------- | ---------------------- | ------------------- |
| 1.                  | Pascal Eenkhoorn    | Holandia            | Lotto Dstny            | 44 pkt              |
| 2.                  | Sergio Higuita      | Kolumbia            | Bora-Hansgrohe         | 28 pkt              |
| 3.                  | Juan Ayuso          | Hiszpania           | UAE Team Emirates      | 26 pkt              |
| 4.                  | Felix Gall          | Austria             | AG2R Citroën Team      | 24 pkt              |
| 5.                  | Nickolas Zukowsky   | Kanada              | Q36.5 Pro Cycling Team | 17 pkt              |
| 6.                  | Wout van Aert       | Belgia              | Jumbo-Visma            | 16 pkt              |
| 7.                  | Wilco Kelderman     | Holandia            | Jumbo-Visma            | 14 pkt              |
| 8.                  | Julien Bernard      | Francja             | Trek-Segafredo         | 13 pkt              |
| 10.                 | Silvan Dillier      | Szwajcaria          | Alpecin-Deceuninck     | 12 pkt              |

| Klasyfikacja młodzieżowa | Klasyfikacja młodzieżowa | Klasyfikacja młodzieżowa | Klasyfikacja młodzieżowa | Klasyfikacja młodzieżowa |
| Kolarz                   | Kolarz                   | Państwo                  | Drużyna                  | Czas                     |
| ------------------------ | ------------------------ | ------------------------ | ------------------------ | ------------------------ |
| 1.                       | Mattias Skjelmose        | Dania                    | Trek-Segafredo           | 21h 17' 19"              |
| 2.                       | Juan Ayuso               | Hiszpania                | UAE Team Emirates        | + 9"                     |
| 3.                       | Remco Evenepoel          | Belgia                   | Soudal Quick-Step        | + 45"                    |
| 4.                       | Cian Uijtdebroeks        | Belgia                   | Bora-Hansgrohe           | + 3' 04"                 |
| 5.                       | Felix Gall               | Austria                  | AG2R Citroën Team        | + 3' 25"                 |
| 6.                       | Romain Grégoire          | Francja                  | Groupama-FDJ             | + 8' 42"                 |
| 7.                       | Welay Berehe             | Etiopia                  | Team Jayco AlUla         | + 11' 22"                |
| 8.                       | Thomas Pidcock           | Wielka Brytania          | Ineos Grenadiers         | + 21' 32"                |
| 9.                       | Kevin Vermaerke          | Stany Zjednoczone        | Team DSM                 | + 29' 32"                |
| 10.                      | Ewen Costiou             | Francja                  | Arkéa-Samsic             | + 33' 45"                |

| Klasyfikacja młodzieżowa | Klasyfikacja młodzieżowa | Klasyfikacja młodzieżowa | Klasyfikacja młodzieżowa | Klasyfikacja młodzieżowa |
| Kolarz                   | Kolarz                   | Państwo                  | Drużyna                  | Czas                     |
| ------------------------ | ------------------------ | ------------------------ | ------------------------ | ------------------------ |
| 1.                       | Mattias Skjelmose        | Dania                    | Trek-Segafredo           | 21h 17' 19"              |
| 2.                       | Juan Ayuso               | Hiszpania                | UAE Team Emirates        | + 9"                     |
| 3.                       | Remco Evenepoel          | Belgia                   | Soudal Quick-Step        | + 45"                    |
| 4.                       | Cian Uijtdebroeks        | Belgia                   | Bora-Hansgrohe           | + 3' 04"                 |
| 5.                       | Felix Gall               | Austria                  | AG2R Citroën Team        | + 3' 25"                 |
| 6.                       | Romain Grégoire          | Francja                  | Groupama-FDJ             | + 8' 42"                 |
| 7.                       | Welay Berehe             | Etiopia                  | Team Jayco AlUla         | + 11' 22"                |
| 8.                       | Thomas Pidcock           | Wielka Brytania          | Ineos Grenadiers         | + 21' 32"                |
| 9.                       | Kevin Vermaerke          | Stany Zjednoczone        | Team DSM                 | + 29' 32"                |
| 10.                      | Ewen Costiou             | Francja                  | Arkéa-Samsic             | + 33' 45"                |

| Klasyfikacja drużynowa | Klasyfikacja drużynowa | Klasyfikacja drużynowa | Klasyfikacja drużynowa |
| Drużyna                | Drużyna                | Państwo                | Czas                   |
| ---------------------- | ---------------------- | ---------------------- | ---------------------- |
| 1.                     | AG2R Citroën Team      | Francja                | 64h 28' 19"            |
| 2.                     | Israel-Premier Tech    | Izrael                 | + 2' 35"               |
| 3.                     | Ineos Grenadiers       | Wielka Brytania        | + 5' 22"               |
| 4.                     | Team Jayco AlUla       | Australia              | + 6' 19"               |
| 5.                     | Bora-Hansgrohe         | Niemcy                 | + 9' 35"               |
| 6.                     | Groupama-FDJ           | Francja                | + 11' 04"              |
| 7.                     | EF Education-EasyPost  | Stany Zjednoczone      | + 14' 58"              |
| 8.                     | Soudal Quick-Step      | Belgia                 | + 19' 12"              |
| 9.                     | Trek-Segafredo         | Stany Zjednoczone      | + 19' 30"              |
| 10.                    | Jumbo-Visma            | Holandia               | + 23' 43"              |

| Klasyfikacja drużynowa | Klasyfikacja drużynowa | Klasyfikacja drużynowa | Klasyfikacja drużynowa |
| Drużyna                | Drużyna                | Państwo                | Czas                   |
| ---------------------- | ---------------------- | ---------------------- | ---------------------- |
| 1.                     | AG2R Citroën Team      | Francja                | 64h 28' 19"            |
| 2.                     | Israel-Premier Tech    | Izrael                 | + 2' 35"               |
| 3.                     | Ineos Grenadiers       | Wielka Brytania        | + 5' 22"               |
| 4.                     | Team Jayco AlUla       | Australia              | + 6' 19"               |
| 5.                     | Bora-Hansgrohe         | Niemcy                 | + 9' 35"               |
| 6.                     | Groupama-FDJ           | Francja                | + 11' 04"              |
| 7.                     | EF Education-EasyPost  | Stany Zjednoczone      | + 14' 58"              |
| 8.                     | Soudal Quick-Step      | Belgia                 | + 19' 12"              |
| 9.                     | Trek-Segafredo         | Stany Zjednoczone      | + 19' 30"              |
| 10.                    | Jumbo-Visma            | Holandia               | + 23' 43"              |

### Liderzy klasyfikacji
| Etap   |                            | Pierwsze miejsce _   | Klasyfikacja generalna | Punktowa      | Górska            | Młodzieżowa       | Drużynowa         |
| ------ | -------------------------- | -------------------- | ---------------------- | ------------- | ----------------- | ----------------- | ----------------- |
| 1      | jazda indywidualna na czas | Stefan Küng          | Stefan Küng            | Stefan Küng   | nie przyznano     | Remco Evenepoel   | Soudal Quick-Step |
| 2      | płaski                     | Biniam Girmay        | Stefan Küng            | Wout van Aert | Nickolas Zukowsky | Remco Evenepoel   | Soudal Quick-Step |
| 3      | górski                     | Mattias Skjelmose    | Mattias Skjelmose      | Wout van Aert | Nickolas Zukowsky | Mattias Skjelmose | Ineos Grenadiers  |
| 4      | górski                     | Felix Gall           | Felix Gall             | Wout van Aert | Lilian Calmejane  | Felix Gall        | Ineos Grenadiers  |
| 5      | górski                     | Juan Ayuso           | Mattias Skjelmose      | Wout van Aert | Pascal Eenkhoorn  | Mattias Skjelmose | AG2R Citroën Team |
| 6      | pagórkowaty                | etap zneutralizowany | Mattias Skjelmose      | Wout van Aert | Pascal Eenkhoorn  | Mattias Skjelmose | AG2R Citroën Team |
| 7      | górzysty                   | Remco Evenepoel      | Mattias Skjelmose      | Wout van Aert | Pascal Eenkhoorn  | Mattias Skjelmose | AG2R Citroën Team |
| 8      | jazda indywidualna na czas | Juan Ayuso           | Mattias Skjelmose      | Wout van Aert | Pascal Eenkhoorn  | Mattias Skjelmose | AG2R Citroën Team |
| Koniec | Koniec                     |                      | Mattias Skjelmose      | Wout van Aert | Pascal Eenkhoorn  | Mattias Skjelmose | AG2R Citroën Team |